# 牛宿增八
摩羯座σ，又名BD-19 5776，HD 193150、SAO 163445、HR 7761，是摩羯座的一颗恒星，视星等为5.28，位于銀經24.48，銀緯-27.66，其B1900.0坐标为赤經20h 13m 37.4s，赤緯-19° -27.66′ 50″。